# Riječka filharmonija
Riječka filharmonija osnovana je 2001. godine pod vodstvom poslovnog ravnatelja, violinista i pravnika Ivice Rušina i umjetničke ravnateljice, dirigentice Nade Matošević.
Od osnivanja do danas, Riječka je filharmonija uspjela ostvariti desetak uspješnih koncerata, od kojih su neki, putem televizijskih prijenosa, bili vrlo zapaženi u široj hrvatskoj javnosti.
Svakako treba istaknuti "Eroicu" u Torpedu 2003. godine, koncert posvećen svim žrtvama torpeda, održan povodom 150. obljetnice osnivanja prve tvornice torpeda u svijetu, te koncert s Davidom de Villiersom i violinistom Giovannijem Angelerijem. Jedan od zahjtevnijih projekata bio je i izvedba Beethovenove IX. simfonije 2004. godine u istoimenoj tvornici.
Ciljevi Filharmonije usmjereni su unapređivanju glazbenog odgoja, kulture i umjetnosti visokim interpretativnim dometima, te što brojnijem izvođenju koncerata simfonijskog orkestra i svojih manjih komornih ansambala i solista. 
U povodu 100. obljetnice smrti Gustava Mahlera filharmonija je 3. ožujka 2011. održala svečani koncert u zgradi HNK Ivana plemenitog Zajca, s programom Mahlerovih Pjesama putujućeg djetilća u komornoj obradi Schönberga za glas i komorni sastav. Uz Riječku filharmoniju, na koncertu su nastupili mezzosopranistica Kristina Kolar i prvi puhači-solisti simfonijskog orkestra HRT-a Darijo Golčić, Tamara Cohe Mandić, Domagoj Pavlović, Žarko Perišić, Banka Harkay, Vedran Kocelja i Vanja Lisjak.

## Vanjske poveznice
- Značajan jubilej: Deseti rođendan Riječke filharmonije na stranicama Ministarstva kulture Republike Hrvatske